# Maria Teresa Mestre
Maria Teresa Mestre (L'Havana, Cuba 1956) és l'esposa del gran duc Enric I de Luxemburg.
Va néixer a l'Havana, capital de Cuba, el dia 22 de març de l'any 1956. Filla d'un empresari del règim del dictador Fulgencio Batista de nom José Antonio Mestre i de Maria Teresa Batista-Falla de Mestre. Maria Teresa s'interessà des de ben aviat pel ballet i el cant.
L'any 1959, amb l'ocupació castrista de l'illa de Cuba, la família Mestre abandonà el país i s'establí a Nova York. Després se'n va anar cap a Santander i a Ginebra on es va establir definitivament.
Va estudiar ciències polítiques a la Universitat de Ginebra l'any 1980 i allà va conèixer el gran duc Enric I de Luxemburg. L'any 1980, Maria Teresa es va graduar amb un estudi sobre la situació de la dona i la maternitat als diferent països de la Unió Europea.
Al llarg de l'exili, la família Mestre es va dedicar al mecenatge cultural i a la filantropia social molt especialment a l'illa de Cuba i entre els exiliats cubans a Europa.
Parla el castellà, com a llengua materna, el francès, com a segona llengua, el luxemburguès i l'alemany, ja que són idiomes oficials al Gran Ducat, i l'anglès i l'italià.

## Núpcies i descendents
Es va casar el 14 de febrer de 1981 amb Enric de Luxemburg, fill del gran duc Joan I de Luxemburg i de Josepa Carlota de Bèlgica. Van tenir cinc fills: Guillem de Luxemburg (1981), Fèlix de Luxemburg (1984), Lluís de Luxemburg (1986), Alexandra de Luxemburg (1991) i Sebastià de Luxemburg (1992).
Es van casar a la Catedral de Luxemburg el dia 14 de febrer de l'any 1981. Llur vida conjugal no va ser exempte d'escàndols. Al constat de continus rumors d'infidelitat del gran duc Enric, cal destacar la manca de sintonia entre Maria Teresa i la gran duquessa Josepa Carlota de Luxemburg que va arribar al seu zenit durant una conferència televisiva en què Maria Teresa denuncià el patiment al qual la sometia la seva sogra.
Les nombroses temptatives de viatge a Cuba en contra de les directrius de la diplomàcia luxemburguesa van ser un problema. La paternitat del fill del príncep Lluís, resultat d'una relació amb una militar luxemburguesà de 21 anys va ser un altre escàndol. Es va casar pocs mesos després del naixement de Gabriel i el príncep va renunciar als seus drets successoris.